# 幡
幡（ばん/はた・旛）とは、布などを材料として高く掲げて目印や装飾とした道具のことで仏教祭祀の場で用いられた。
古代インドの軍旗が源流で、仏教では法会や説法の際に堂内や境内にかけるようになった。
サンスクリット語のパターカー (patākā) という言葉に由来し、仏や菩薩を荘厳・供養するために用いられる。また、『維摩経』によれば降魔の象徴とされ、幡を立てることで福徳を得て長寿や極楽往生につながるとされた。
幡の構造は幡頭・幡身・幡手・幡足からなっており、幡頭は三角形で舌を備えている。幡身は数坪に区切られた長方形で古くは4坪に分かれていたが、1坪のものなどもある。その側面左右に1本ずつの幡手が、下方には幡足が2本もしくは4本付けられている。幡は錦・綾などの裂地を材料とするが、金銅や紙、板などを用いて作った幡も存在する。
日本には仏教伝来とともに伝わったと考えられ、『日本書紀』には推古天皇32年（623年）に新羅が幡を贈ってきたことが記されている。また、宮廷においても儀式用の幡が作成され、唐を模倣して新年や即位式の際に大極殿に飾った四神幡など、同じく即位式で用いられた万歳幡など多くの幡が用いられた。
上部に天蓋という傘を備え、大幡（だいばん）や小幡（しょうばん）などを組み合わせたものは灌頂幡と呼ぶ。